# الوضعة (الرضمة)

تعديل مصدري - تعديل

الوضعة محلة تابعة لقرية ذى لحية، التابعة لعزلة كحلان بمديرية الرضمة إحدى مديريات محافظة إب في الجمهورية اليمنية.، بلغ تعداد سكانها 52 حسب تعداد اليمن لعام 2004.